# Шверин, Мартина фон
Мартина фон Шверин (швед. Martina von Schwerin, 3 января 1789 — 18 ноября 1875) — шведская дворянка, известная своей обширной перепиской. Её называли шведской мадам де Сталь.

## Биография
Мартина Тёрнгрен родилась в Гётеборге в 1789 г. Она была дочерью директора Шведской Ост-Индской компании Мартина Тёрнгрена и Эвы Ловисы Свартлок. Она рано потеряла отца, воспитывалась матерью и получила хорошее образование — умела читать и писать на нескольких языках.
В 1805 г. она вышла замуж за барона, придворного Вернера Готтлоба фон Шверина. Они сначала жили в Стокгольме, а с 1812 г. — в поместье Сиречёпинге в Сконе. Брак для Мартины оказался несчастливым. Она в основном занималась детьми и домашним хозяйством, иногда путешествовала, а досуг посвятила чтению книг и обширной переписке. Хотя Мартина ничего никогда не публиковала, после неё осталось около тысячи писем. Среди известных её корреспондентов были Нильс фон Розенштейн, Эсайяс Тегнер, Карл Густав фон Бринкман и французский поверенный в Швеции аббат А. С. де Кабре, она общалась с мадам де Сталь. В письмах Мартины были новости, разного рода сплетни, комментарии, заметки, а также развёрнутые отзывы и мнения о недавно прочитанных книгах и вполне компетентная литературная критика. Её письма не имели личного характера, а потому читались вслух среди друзей, копировались, пересылались и иногда даже передавались по наследству. Письма Мартины фон Шверин и её друзей были своего рода газетами той эпохи. Из её писем видно, что она старалась популяризировать шведскую художественную литературу в те времена, когда печаталось очень мало оригинальных шведских книг. И если в молодости Мартина писала в основном по-французски, то после 1825 г. она сознательно перешла на шведский язык.
Письма и литературная критика в исполнении Мартины вышли далеко за пределы её круга знакомых. Мартина следила за литературными новинками на шведском, французском, немецком, английском языках. Она считала чтение книг важной частью литературного процесса, не менее важной, чем их написание. Она читала произведения Байрона уже тогда, когда он был ещё совершенно неизвестен в Швеции: некоторые его стихи она нашла в книжном магазине в Копенгагене в 1817 г. и сразу же написала Бринкману о своей находке, которую она описала как совершенно новый тип литературы. Благодаря своим связям Мартина способствовала принятию Эсайяса Тегнера в Шведскую академию.
После смерти мужа в 1840 г. Мартина отошла от общественной жизни. Она умерла в 1875 году. У неё была дочь, тоже Мартина фон Шверин, впоследствии ставшая писательницей.